# Eugenia amatenangensis
Eugenia amatenangensis är en myrtenväxtart som beskrevs av Cyrus Longworth Lundell. Eugenia amatenangensis ingår i släktet Eugenia och familjen myrtenväxter. Inga underarter finns listade i Catalogue of Life.